# Rio Água Sebastião
O Rio Água Sebastião é um curso de água do arquipélago de São Tomé e Príncipe, localizado no distrito de Água Grande, ilha de São Tomé, corre para Norte até encontrar o mar entre a Praia Diogo Nunes e a localidade de Micoló, frente ao ilhéu das Cabras. 